# Demise
Demise – polska grupa muzyczna wykonująca melodic death metal założona w 1995 w Elblągu. Założycielami zespołu byli perkusista Marek Matkiewicz, oraz gitarzysta Andrzej Brągiel. Po kilku miesiącach dołączyli Przemyslaw „Ozz” Ozga (gitara, wokal) oraz Arek „Kons” Jaworski (gitara basowa). W tym składzie zespół rozpoczął prace nad swoją muzyką.

## Historia
We wrześniu 1996 powstało pierwsze demo zatytułowane Outcome Of.... W roku 1997 zespół, nakładem wydawnictwa Immortal Records, wydał kasetę, a latem tego samego roku został zarejestrowany materiał na debiutancki album Like A Thorn. Płyta została wydana przez firmę Metal Mind Productions. Grupa Demise koncertowała i brała udział w festiwalach Thrash'em All, Vox Mortiis, Metal Monsters.
Z powodów osobistych z zespołu zmuszony był odejść basista Jaworski. Nowym członkiem zespołu został Łukasz „Wierzba” Wierzbiński.
W grudniu 1999 roku zespół nagrał w studiu Hertz drugi album God Insect. Album ukazał się nakładem firmy Koch International.
W czerwcu 2002 roku Marek i Ozz nawiązali kontakt z amerykańskim insrumentalistą Jamesem Murphy (m.in. Death, Testament, Obituary, Disincarnate). To spotkanie zaowocowało pomysłem na wspólną płytę – Torture Garden. Płyta została nagrana w Polsce latem 2003 roku i ukazała się nakładem Empire Records w kwietniu 2005 roku.
Od listopada 2005 roku brak jest doniesień o działalności zespołu.

## Dyskografia
- Like a Thorn (1997)
- God Insect (1999)
- Torture Garden (2005)